# Nati nel 1943/Novembre
| Questa pagina contiene informazioni ricavate automaticamente dalle voci biografiche con l'ausilio del template Bio e di un bot. L'aggiornamento è periodico e automatico e ricostruisce completamente la pagina. Se manca una persona in questa lista, sei pregato di non aggiungerla, ma accertati piuttosto che la sua voce biografica contenga il template Bio e che i dati anagrafici siano correttamente compilati. Se il template Bio manca, inseriscilo tu stesso o, in alternativa, metti l'avviso {{tmp\|Bio}} che ne segnala la mancanza. Se i dati riportati sono sbagliati, correggi direttamente la voce biografica; le modifiche saranno visibili in questa lista entro pochi giorni. Per chiarimenti vedi il progetto biografie. La lista contiene solo le 221 persone che sono citate nell'enciclopedia e per le quali è stato implementato correttamente il template Bio. Pagina aggiornata al 18 ago 2025. |

- 1º novembre - Salvatore Adamo, cantautore italiano
- 1º novembre - Bernard Attali, dirigente d'azienda e scrittore francese
- 1º novembre - Jacques Attali, scrittore, banchiere e economista francese
- 1º novembre - Alfio Basile, allenatore di calcio e ex calciatore argentino
- 1º novembre - Attilio Bignasca, imprenditore e politico svizzero († 2020)
- 1º novembre - Fabio Ciani, politico italiano
- 1º novembre - Franco Cioni, ex rugbista a 15 e allenatore di rugby a 15 italiano
- 1º novembre - Norberto Crivelli, politico svizzero
- 1º novembre - Theo van Duivenbode, ex calciatore olandese
- 1º novembre - Reinhild Hoffmann, danzatrice e coreografa tedesca
- 1º novembre - Tom Mack, ex giocatore di football americano statunitense
- 1º novembre - Luigino Vallongo, allenatore di calcio e ex calciatore italiano
- 1º novembre - Luis Vera, ex calciatore uruguaiano
- 2 novembre - Tina Chen, attrice cinese
- 2 novembre - Casey Donovan, attore pornografico statunitense († 1987)
- 2 novembre - Gianfranco Macchia, ex pugile italiano
- 2 novembre - Adel Sedra, ingegnere egiziano
- 2 novembre - Bob Swaim, regista statunitense
- 2 novembre - José Antonio Tejedor, calciatore e allenatore di calcio spagnolo († 2025)
- 3 novembre - Daniel Contet, tennista francese († 2018)
- 3 novembre - Linda Tee Cutchin, fotografa, critica d'arte e scrittrice statunitense († 2006)
- 3 novembre - Juan Carlos Domínguez, calciatore argentino († 2021)
- 3 novembre - Bert Jansch, chitarrista e cantautore scozzese († 2011)
- 3 novembre - Jorge Miguel, ex calciatore brasiliano
- 3 novembre - Aldo Sartori, politico italiano
- 4 novembre - Luigi Chiariello, cardiochirurgo italiano
- 4 novembre - Clark Graebner, ex tennista statunitense
- 4 novembre - Bob Wollek, pilota automobilistico francese († 2001)
- 5 novembre - Robinio Costi, politico italiano
- 5 novembre - Franco Del Prete, batterista e paroliere italiano († 2020)
- 5 novembre - Sepp Heckelmiller, ex sciatore alpino tedesco
- 5 novembre - Sam Shepard, drammaturgo, attore e sceneggiatore statunitense († 2017)
- 5 novembre - Julio Toro, ex cestista e allenatore di pallacanestro portoricano
- 6 novembre - Berlie Doherty, scrittrice britannica
- 6 novembre - Kimiko Ezaka, ex nuotatrice giapponese
- 6 novembre - Allain Gaussin, compositore francese
- 6 novembre - Karel Herbst, vescovo cattolico e attivista ceco
- 6 novembre - Giuseppe Mura, ex pugile italiano
- 6 novembre - Roberto Telch, calciatore argentino († 2014)
- 6 novembre - Koichi Wajima, ex pugile e personaggio televisivo giapponese
- 6 novembre - Piet de Zoete, allenatore di calcio e calciatore olandese († 2023)
- 7 novembre - Michael Byrne, attore britannico
- 7 novembre - Silvia Cartwright, giurista e politica neozelandese
- 7 novembre - Dikke Eger, ex sciatrice alpina norvegese
- 7 novembre - Ken Foggo, ex calciatore scozzese
- 7 novembre - Stephen Greenblatt, critico letterario, scrittore e storico statunitense
- 7 novembre - Boris Vsevolodovič Gromov, generale e politico russo
- 7 novembre - Vladimír Hagara, calciatore cecoslovacco († 2015)
- 7 novembre - Kang Bong-chil, ex calciatore nordcoreano
- 7 novembre - Khalifa Belqasim Haftar, generale e politico libico
- 7 novembre - John Lennox, matematico e scrittore nordirlandese
- 7 novembre - Joni Mitchell, cantautrice e pittrice canadese
- 7 novembre - Michael Spence, economista statunitense
- 7 novembre - Shoichi Takagi, goista giapponese
- 7 novembre - Mario Tomy, ex calciatore italiano
- 8 novembre - Franco Carrera, ex calciatore italiano
- 8 novembre - Luciano Dalla Bona, ex ciclista su strada italiano
- 8 novembre - Boaz Davidson, produttore cinematografico, regista e sceneggiatore israeliano
- 8 novembre - Mazarino De Petro, politico italiano
- 8 novembre - David Lee, ex giocatore di football americano statunitense
- 8 novembre - Peter Morris, allenatore di calcio e ex calciatore inglese
- 8 novembre - Martin Peters, calciatore e allenatore di calcio inglese († 2019)
- 8 novembre - Andon Zaho, ex calciatore albanese
- 9 novembre - Ermanno Fasoli, ex pugile italiano
- 9 novembre - Roy Jefferson, ex giocatore di football americano statunitense
- 9 novembre - Michael Kunze, paroliere e librettista tedesco
- 9 novembre - Charles Sellier, produttore televisivo, sceneggiatore e romanziere statunitense († 2011)
- 9 novembre - Erio Tosatti, fisico italiano
- 10 novembre - Saxby Chambliss, politico statunitense
- 10 novembre - Laurent Dorigo, ex cestista francese
- 10 novembre - Raffaele Gentile, politico italiano
- 10 novembre - Ruth Henig, politica e storica britannica († 2024)
- 10 novembre - Achille Manzotti, produttore discografico, produttore cinematografico e sceneggiatore italiano († 2007)
- 10 novembre - Édouard Niermans, regista e attore francese
- 10 novembre - Giorgio Pietrostefani, attivista e scrittore italiano
- 10 novembre - George Sauer, giocatore di football americano statunitense († 2013)
- 10 novembre - Luis Silvero, ex calciatore argentino
- 11 novembre - Dave Cockrum, fumettista statunitense († 2006)
- 12 novembre - Roberto Franzon, allenatore di calcio e ex calciatore italiano
- 12 novembre - Brian Hyland, cantante statunitense
- 12 novembre - Valerie Leon, attrice britannica
- 12 novembre - Angelo Rizzoli, editore, imprenditore e produttore cinematografico italiano († 2013)
- 12 novembre - Wallace Shawn, attore, doppiatore e commediografo statunitense
- 12 novembre - François-Joël Thiollier, pianista francese
- 12 novembre - Björn Waldegård, pilota di rally svedese († 2014)
- 13 novembre - Roberto Boninsegna, ex calciatore, allenatore di calcio e dirigente sportivo italiano
- 13 novembre - Sandro Bruni, politico italiano
- 13 novembre - John Dodds, pilota motociclistico australiano († 2024)
- 13 novembre - Hassan El-Shazly, allenatore di calcio e calciatore egiziano († 2015)
- 13 novembre - Pat McBride, calciatore e allenatore di calcio statunitense († 2024)
- 13 novembre - Francisco Melo, ex calciatore spagnolo
- 13 novembre - Mustafa Abdülcemil Qırımoğlu, politico ucraino
- 13 novembre - Howard Wilkinson, ex calciatore e allenatore di calcio inglese
- 13 novembre - Carol Woods, attrice e cantante statunitense
- 14 novembre - Rafael Leonardo Callejas, politico honduregno († 2020)
- 14 novembre - Hans Jørn Fogh Olsen, astronomo danese
- 14 novembre - Johnny Hansen, ex calciatore danese
- 14 novembre - Vicky Ludovisi, attrice italiana
- 14 novembre - Peter Norton, programmatore statunitense
- 14 novembre - Olle Petrusson, ex biatleta svedese
- 14 novembre - Dave Smith, allenatore di calcio e ex calciatore scozzese
- 14 novembre - Marie Soukupová, ex cestista cecoslovacca
- 15 novembre - Theo van den Burch, ex calciatore olandese
- 15 novembre - Renzo Caldara, bobbista italiano
- 15 novembre - Chantal Chawaf, scrittrice francese
- 15 novembre - Tommaso Fanfani, economista e storico italiano († 2011)
- 15 novembre - Hank Liotart, ex calciatore olandese
- 15 novembre - Mario Manfredi, politico italiano († 2025)
- 15 novembre - Marisa Porcel, attrice spagnola († 2018)
- 15 novembre - Virginia Louise Trimble, astronoma statunitense
- 16 novembre - Pedro Adigue, pugile filippino († 2003)
- 16 novembre - Richard Blanton, archeologo e antropologo statunitense
- 16 novembre - Donald DeFreeze, terrorista e criminale statunitense († 1974)
- 16 novembre - Germán Dévora, allenatore di calcio e ex calciatore spagnolo
- 16 novembre - Wai Ching Ho, attrice e doppiatrice cinese
- 16 novembre - Ferdinando Mangili, ex calciatore italiano
- 16 novembre - Alberto Sironi, calciatore italiano († 2023)
- 17 novembre - Joe Avezzano, allenatore di football americano e giocatore di football americano statunitense († 2012)
- 17 novembre - Giovanni Cavalcanti, ex ciclista su strada italiano
- 17 novembre - Chang Chao-Tang, fotografo e regista taiwanese († 2024)
- 17 novembre - Lauren Hutton, attrice statunitense
- 17 novembre - Samantha Jones, cantante britannica
- 17 novembre - Axel Schultes, architetto tedesco
- 18 novembre - Touw Hian Bwee, compositore di scacchi indonesiano
- 18 novembre - Osamu Dezaki, regista giapponese († 2011)
- 18 novembre - John Mackin, calciatore scozzese († 2022)
- 18 novembre - Leonardo Sandri, cardinale e arcivescovo cattolico argentino
- 18 novembre - Gábor Szarvas, sollevatore ungherese († 1992)
- 18 novembre - Carlo Tacchini, calciatore italiano († 2021)
- 19 novembre - Marcello Baraghini, attivista e editore italiano
- 19 novembre - Alberto Fernández, ex calciatore spagnolo
- 19 novembre - Massimo Fini, giornalista, saggista e attivista italiano
- 19 novembre - Massimo Gatti, fotografo e imprenditore svizzero († 2015)
- 19 novembre - Daniel Kobialka, violinista e compositore statunitense († 2021)
- 19 novembre - Fred Lipsius, musicista statunitense
- 19 novembre - Lorna Maitland, attrice cinematografica statunitense
- 19 novembre - Agostino Paravicini Bagliani, storico italiano
- 20 novembre - Gani Bobi, filosofo e sociologo albanese († 1995)
- 20 novembre - David Douglas-Home, XV conte di Home, nobile, politico e dirigente d'azienda scozzese († 2022)
- 20 novembre - Gérard Grizzetti, ex calciatore francese
- 20 novembre - Mie Hama, attrice giapponese
- 20 novembre - Veronica Hamel, attrice, produttrice cinematografica e modella statunitense
- 20 novembre - Ivan Hrdlička, ex calciatore cecoslovacco
- 20 novembre - John Hung Shan-chuan, arcivescovo cattolico taiwanese
- 20 novembre - Suze Rotolo, pittrice e insegnante statunitense († 2011)
- 20 novembre - Silvio Sgrafetto, ex calciatore italiano
- 20 novembre - Guido Viale, saggista e sociologo italiano
- 21 novembre - Afa, wrestler samoano americano († 2024)
- 21 novembre - Phil Bredesen, politico statunitense
- 21 novembre - Brigitte Broch, scenografa tedesca
- 21 novembre - Pier Paolo Calzolari, artista italiano
- 21 novembre - Jacques Laffite, ex pilota automobilistico francese
- 21 novembre - Orlando de la Torre, calciatore peruviano († 2022)
- 22 novembre - Jean-Louis Bruguès, arcivescovo cattolico francese
- 22 novembre - Yvan Cournoyer, ex hockeista su ghiaccio canadese
- 22 novembre - Demetrio Errigo, ex politico italiano
- 22 novembre - Safi Faye, regista, attrice e etnologa senegalese († 2023)
- 22 novembre - Giacinto Ferro, attore italiano († 2016)
- 22 novembre - Michele Graduata, politico italiano
- 22 novembre - Gary M. Heidnik, serial killer statunitense († 1999)
- 22 novembre - Billie Jean King, ex tennista statunitense
- 22 novembre - Vittorio Claudio Surdo, diplomatico italiano
- 23 novembre - Günther Beckstein, politico tedesco
- 23 novembre - Jeannie Bell, attrice e modella statunitense
- 23 novembre - Eberhard Feik, attore tedesco († 1994)
- 23 novembre - Aldo Giovanni Ricci, scrittore, storico e pubblicista italiano
- 23 novembre - Petar Skansi, cestista e allenatore di pallacanestro jugoslavo († 2022)
- 24 novembre - Giorgio Balboni, pittore italiano († 2016)
- 24 novembre - Dave Bing, ex cestista e politico statunitense
- 24 novembre - Takaji Mori, dirigente sportivo, allenatore di calcio e calciatore giapponese († 2011)
- 24 novembre - Kuniwo Nakamura, politico palauano († 2020)
- 24 novembre - Luigi Ontani, pittore e scultore italiano
- 24 novembre - Rosario Sferrazza, batterista, cantante e compositore italiano
- 24 novembre - Viktor Sidjak, ex schermidore e maestro di scherma sovietico
- 25 novembre - Jan Andrew, ex nuotatrice australiana
- 25 novembre - Luciano Berruti, ciclista italiano († 2017)
- 25 novembre - Maria Carrilho, politica portoghese († 2022)
- 25 novembre - Hans Jørgen Christiansen, ex calciatore danese
- 25 novembre - Gian Paolo Galuppi, ex calciatore italiano
- 25 novembre - Roy Lynes, tastierista, organista e compositore inglese
- 26 novembre - Bernard Lutic, direttore della fotografia francese († 2000)
- 26 novembre - Carlo Brazzorotto, politico italiano († 2012)
- 26 novembre - Juan Giménez, fumettista e illustratore argentino († 2020)
- 26 novembre - Talaat Guenidi, ex cestista egiziano
- 26 novembre - Jerry Kleczka, politico statunitense († 2017)
- 26 novembre - Bruce Paltrow, regista, sceneggiatore e produttore televisivo statunitense († 2002)
- 26 novembre - Joël Robert, pilota motociclistico belga († 2021)
- 26 novembre - Marilynne Robinson, scrittrice e saggista statunitense
- 26 novembre - Đặng Thùy Trâm, chirurgo e scrittrice vietnamita († 1970)
- 26 novembre - Marcia Warren, attrice britannica
- 27 novembre - Andrew Fluegelman, editore e programmatore statunitense († 1985)
- 27 novembre - Alberto Melucci, sociologo italiano († 2001)
- 27 novembre - Angelo Nardinocchi, basso-baritono e baritono italiano († 2025)
- 27 novembre - Enrique Sahagún, ex ciclista su strada spagnolo
- 27 novembre - Jil Sander, stilista tedesca
- 27 novembre - Gianni Statera, sociologo italiano († 1999)
- 28 novembre - Clyde C. Holloway, politico statunitense († 2016)
- 28 novembre - Francisco-Javier Lozano, arcivescovo cattolico e diplomatico spagnolo
- 28 novembre - George Trumbull Miller, regista britannico († 2023)
- 28 novembre - Randy Newman, cantautore, pianista e compositore statunitense
- 28 novembre - Silvestro Pistolesi, pittore italiano († 2022)
- 28 novembre - Al Rangone, musicista e cantautore italiano
- 28 novembre - Manlio Rocchetti, truccatore italiano († 2017)
- 28 novembre - Massimo Tamburini, ingegnere e designer italiano († 2014)
- 28 novembre - Tullio Telmon, linguista italiano
- 29 novembre - Tim Davis, percussionista e cantautore statunitense († 1988)
- 29 novembre - Frank Galati, regista, sceneggiatore e attore statunitense († 2023)
- 29 novembre - Sue Miller, scrittrice statunitense
- 29 novembre - Efren Torres, pugile messicano († 2010)
- 29 novembre - Zouzou, modella, attrice e cantante francese
- 30 novembre - Letty Aronson, produttrice cinematografica statunitense
- 30 novembre - Andreas Chaikalīs, ex cestista greco
- 30 novembre - Rolf Edling, ex schermidore svedese
- 30 novembre - Kaoru Ikeya, astronomo giapponese
- 30 novembre - Ulay, artista e fotografo tedesco († 2020)
- 30 novembre - Leo Lyons, bassista, compositore e produttore discografico britannico
- 30 novembre - Terrence Malick, regista, sceneggiatore e produttore cinematografico statunitense
- 30 novembre - Annette Messager, artista francese
- 30 novembre - Luciana Savignano, ballerina italiana
- 30 novembre - Androulla Vassiliou, politica cipriota
- 30 novembre - Abd al-Aziz bin Abd Allah Al ash-Sheikh, islamista saudita